# Габуния, Мераб
Мераб Габуния (груз. მერაბ გაბუნია, пол. Merab Gabunia; родился 25 декабря 1985 года) — польский и грузинский регбист; игрок второй и третьей линии форвардов, представлял сборную Польши.

## Игровая карьера
Уроженец Кутаиси. Изначально хотел стать футболистом, но затем перешёл в секцию регби. Благодаря своему таланту пробился в сборную Грузии U-21. В 2006 году в составе сборной Грузии выступил на молодёжном чемпионате мира U-21, сыграв на турнире 5 матчей и заняв 20-е место на турнире.
После чемпионата мира Габуния некоторое время играл во Франции, однако попасть в состав сборной Грузии у него не получалось; какое-то время он провёл также в Африке. В итоге в 2006 году он осел в Польше и стал игроком варшавского клуба АЗС-АВФ, с которым выиграл Первую лигу Польши в сезоне 2007/2008. Также в 2008 году Габуния стал лучшим игроком года. После победы в чемпионате Габуния перешёл в клуб «Будовляни» из Лодзя, с которыми выиграл снова чемпионат Польши в сезонах 2008/2009 (Первая лига) и 2009/2010 (Экстралига). В 2009 и 2011 годах он также выигрывал дважды Кубок Польши.
В соответствии с правилами Международного совета регби Габуния мог выступать за сборную Польши, если проживал постоянно на территории страны в течение хотя бы трёх лет.  Поскольку в Польше он проживал с 2006 года, это открыло ему дорогу в ряды «червоно-бялых»: 23 января 2011 года Габуния провёл неофициальный матч против гдыньской «Арки», а 12 марта 2011 года дебютировал в матче против Бельгии. 15 октября того же года в матче против Чехии он занёс первую попытку и набрал первые очки в карьере.
В течение нескольких лет Габуния прилагал усилия, чтобы получил польское гражданство, и это удалось ему в 2013 году.

## Матчи за сборную
| Матчи за сборную Польши | Матчи за сборную Польши | Матчи за сборную Польши                              | Матчи за сборную Польши | Матчи за сборную Польши | Матчи за сборную Польши |
| Номер                   | Дата                    | Место                                                | Противник               | Счёт                    | Очки                    |
| ----------------------- | ----------------------- | ---------------------------------------------------- | ----------------------- | ----------------------- | ----------------------- |
| 1                       | 12 марта 2011           | Национальный регбийный стадион, Гдыня                | Бельгия                 | 28:21                   | 0                       |
| 2                       | 16 мая 2011             | Сухе Ставы, Краков                                   | Нидерланды              | 32:18                   | 0                       |
| 3                       | 15 октября 2011         | Стадион имени отца Владислава Августынака, Новы-Сонч | Чехия                   | 20:13                   | 5 (попытка)             |
| 4                       | 12 ноября 2011          | Динамо, Кишинёв                                      | Молдова                 | 17:17                   | 5 (попытка)             |
| 5                       | 19 ноября 2011          | Городской центр спорта и отдыха, Гданьск             | Германия                | 34:8                    | 0                       |
| 6                       | 7 апреля 2012           | Стадион короля Бодуэна, Брюссель                     | Бельгия                 | 13:20                   | 5 (попытка)             |
| 7                       | 21 апреля 2012          | Национальный регбийный центр, Амстердам              | Нидерланды              | 32:19                   | 5 (попытка)             |
| 8                       | 30 марта 2013           | Национальный регбийный стадион, Гдыня                | Украина                 | 13:12                   | 0                       |
| 9                       | 13 апреля 2013          | Динамо, Кишинёв                                      | Молдова                 | 20:24                   | 0                       |
| 10                      | 1 июня 2013             | Корсегенс, Энчёпинг                                  | Швеция                  | 11:19                   | 0                       |

## Вне регби
В прошлом был лицом рекламной кампании фирмы Rossmann. Является владельцем сети пекарен Wypieki Gruzińskie и послом фонда «Спортсмены детям» (пол. Sportowcy dzieciom)